# Bobrowniki (województwo lubelskie)

Nieoficjalny herb wsi Bobrowniki

Bobrowniki – wieś w Polsce położona w województwie lubelskim, w powiecie ryckim, w gminie Ryki. Leży tuż przy ujściu rzeki Wieprz do Wisły. 
Dawniej miasto; uzyskały lokację miejską w 1485 roku, zdegradowane w 1869 roku. Prywatne miasto szlacheckie położone było w drugiej połowie XVI wieku w ziemi stężyckiej w województwie sandomierskim. Miasto prywatne Królestwa Kongresowego, położone było w 1827 roku w powiecie żelechowskim, obwodzie łukowskim województwa podlaskiego.
W latach 1954–1972 wieś należała i była siedzibą władz gromady Bobrowniki. W latach 1975–1998 miejscowość należała administracyjnie do ówczesnego województwa lubelskiego.
Wieś jest sołectwem w gminie Ryki. Według Narodowego Spisu Powszechnego z roku 2011 wieś liczyła 581 mieszkańców.
Bobrowniki są siedzibą rzymskokatolickiej parafii Nawiedzenia Najświętszej Maryi Panny.
| SIMC    | Nazwa       | Rodzaj    |
| ------- | ----------- | --------- |
| 0390455 | Budzyń      | część wsi |
| 0390461 | Podwiatraki | część wsi |

## Historia
Najstarsze ślady osadnictwa na tym terenie, odkryte podczas prac ziemnych prowadzonych w 1953 r., pochodzą z epoki żelaza (I wiek p.n.e. – III wiek n.e.). Znaleziono wówczas 93 groby popielcowe. Znajdowały się w nich też znaczne ilości broni i narzędzi pracy oraz skromne ozdoby.
Powstanie osady o nazwie Bobrowniki związane jest z panowaniem pierwszych Piastów i wzniesieniem grodu sieciechowskiego, któremu podlegała ta wieś. Dozorcy żeremi bobrów, mających nad Wieprzem swoje siedlisko, musieli mieszkać w niedalekiej od nich odległości. Mówiono o nich często, że są bobrownikami, stąd później nazwano tak miejscowość.
Pierwsza wzmianka o Bobrownikach pochodzi z 1375 r. Leżąca wówczas na polsko-litewskim pograniczu wieś była często niszczona przez powtarzające się najazdy Jaćwingów, Litwinów, Rusinów i Tatarów. Położenie Bobrownik na ważnym szlaku handlowym sprawiło, że w 2 połowie XV w. ich ówczesny właściciel, Stanisław Tarło, prowadził u króla Kazimierza Jagiellończyka starania o nadania tej miejscowości praw miejskich. 25 lipca 1485 roku ogłoszono akt lokacyjny, przyznający miejscowej ludności wszystkie przywileje z tym związane i oparte na prawie magdeburskim. Herbem miasta został nawiązujący do herbu właściciela topór w lewo. Historycznie miejscowość położona jest na ziemi stężyckiej w województwie sandomierskim w Małopolsce.
Największy rozkwit Bobrownik nastąpił około 1660 roku, kiedy to miasto liczyło ok. 2 tysiące mieszkańców. Jego dalszy rozwój zahamowała jednak m.in. epidemia cholery, która wybuchła w latach 1780 – 85. Zmarło wówczas prawie 1600 osób.
W 1827 liczyły sobie 787 mieszkańców w 128 domostwach. Do 1859 liczba mieszkańców wzrosła do 1258 (w 127 domach). W mieście istniały warsztaty tkackie i huta szkła. Pod miastem - fabryka krochmalu i świec woskowych.
Dużo na znaczeniu straciły też Bobrowniki w 1840 roku, kiedy to w pobliskim Dęblinie wybudowano twierdzę zwaną Iwanogrodem. Spowodowało to odpływ miejscowej ludności do powstałej tam przyfortecznej osady, która stała się prężnym ośrodkiem handlowym, przejmując tę rolę właśnie od Bobrownik. Wynikiem tej zmiany była utrata praw miejskich, co oficjalnie nastąpiło po powstaniu styczniowym.
Dzisiejsze Bobrowniki nie przypominają już aglomeracji miejskiej. Zachował się co prawda Rynek, ale tylko w nazwie. Wiele informacji na temat historii miejscowości znaleźć można w dwóch monografiach o Bobrownikach. Pierwsza została wydana w roku 1985, w 500-lecie istnienia miejscowości. Druga z okazji nadania Szkole Podstawowej imienia marszałka Józefa Piłsudskiego. Wydarzenie to miało miejsce w 2008 roku.

## Zabytki
- Kościół o wystroju barokowym.
- Cmentarze: parafialny i żydowski kirkut.
- Pomnik z popiersiem Józefa Piłsudkiego.
- Pomnik ku czci żołnierzy Armii Krajowej

## Turystyka
- Szlak Renesansu Lubelskiego